# Fritz Plattner

Fritz Plattner

Friedrich „Fritz“ Plattner (* 4. Februar 1901 in Karlsruhe; † 10. Februar 1960 ebenda) war ein deutscher Politiker (NSDAP).

## Leben und Wirken
Nach dem Besuch der Volksschule trat Plattner in den Dienst der Reichspost. Später besuchte er mehrere Kurse an der Handelshochschule und einen Fortbildungskurs am staatswissenschaftlichen Institut der Westfälischen Wilhelms-Universität in Münster.
1918 trat Plattner als Kriegsfreiwilliger in das Reserve-Infanterie-Regiment 109 ein. Nach dem Kriegsende war er erneut bis 1920 im Postdienst tätig, anschließend arbeitete er bis 1922 als Sekretär beim christlichen Fabrik- und Transportarbeiterverband. 1922 wechselte er in einen kaufmännischen Beruf.
Plattner trat 1923 der NSDAP bei und schloss sich zum 8. Juli 1925 der neugegründeten Partei wieder an (Mitgliedsnummer 9.605). Von 1931 bis März 1938 war Plattner hauptamtlich als Funktionär für die NSDAP tätig. 1933 war er Landesobmann für Südwest und Gau-Betriebszellenleiter von Baden. Während der Zeit der Weimarer Republik wurde Plattner mehrfach wegen der Beleidigung von führenden Politikern der Republik wie Joseph Wirth vor Gericht gestellt. Plattner hatte die folgende Behauptung über die Haager Konferenz von 1930 aufgestellt:
„Bei einem Hin und Her zwischen den Delegationen in der Sanktionsfrage habe der englische Schatzkanzler Snowden die Entschließung beantragt, dass nur mit vorheriger Zustimmung der alliierten Vertragsgegner eine neue Besetzung deutscher Gebiete durch Frankreich möglich wäre. Darauf habe sich Dr. Wirth erhoben und erklärt, dass er Frankreich das Recht zuerkenne, ohne die Einwilligung der übrigen Vertragsmächte die Besetzung des Gebiets vorzunehmen. Snowden habe hierauf erklärt: Meine Herren, ich kann nicht deutscher sein wie die Deutschen und ziehe hiermit meinen Antrag zurück“.
Als Straßenkämpfer wurde Plattner bei einer Auseinandersetzung in Neulußheim schwer verletzt.
Als öffentlicher Amtsträger war Plattner von 1930 bis 1933 Mitglied des Kreisrates von Karlsruhe und bis 1937 des Verwaltungsrates der Kreispflegeanstalt in Hub. Außerdem gab er die Monatsschrift Der Betriebs-Stürmer aus. In Freiburg war das Gebäude der NSDAP-Kreisleitung an der Schwabentorstr. 2 nach ihm benannt (Fritz-Plattner-Haus).
Von März 1933 bis Mai 1945 saß Plattner als Abgeordneter der NSDAP für den Wahlkreis 32 (Baden) im Reichstag. Er galt als Günstling des Gauleiters von Baden, Robert Wagner und war für sein brutales Vorgehen gegen politische Gegner bekannt. So zögerte er bei der Zerschlagung der freien Gewerkschaften 1933 nicht, auch Familienangehörige von gesuchten Gewerkschaftsführern in Haft zu nehmen, die er dadurch zur Rückkehr zwingen wollte, wie etwa im Falle von Gustav Schulenburg. Nachdem er bis 1938 als Gauobmann der Deutschen Arbeitsfront im Gau Baden tätig gewesen war, wechselte Plattner als Oberregierungsrat in die Landesversicherungsanstalt Baden, der heutigen Deutschen Rentenversicherung Baden-Württemberg, wo er die Ausrichtung der Behörde auf völkisch-rassistische Zielorientierungen forcierte.
Nach dem Krieg wurde Plattner von der Spruchkammer Karlsruhe 1948 als „Hauptbelasteter“ eingestuft und zu sechs Jahren Arbeitslager verurteilt. Zudem wurde der Einzug seines Vermögens angeordnet. Die Kammer urteilte, er habe „mit all seinen Kräften dazu beigetragen, dass es Hitler gelungen ist, seine Gewaltherrschaft zu errichten“. Gleichwohl wurde er aus Rücksicht auf seine angeschlagene Gesundheit schon 1950 aus der Haft entlassen. Bis zu seinem Tode 1960 verdiente er seinen Lebensunterhalt als Handelsreisender.